# Liste der Wappen im Landkreis Vorpommern-Greifswald
Diese Liste erfasst alphabetisch geordnet die Wappen der Städte und Gemeinden im Landkreis Vorpommern-Greifswald in Mecklenburg-Vorpommern (Deutschland).

Wappen des Landkreises Vorpommern-Greifswald[1]
Lage des Landkreises in Mecklenburg-Vorpommern
Lage des Landkreises in Deutschland

## Wappen der Ämter
Folgende Ämter führen kein Wappen:
| - Amt Am Peenestrom - Amt Am Stettiner Haff - Amt Anklam-Land - Amt Jarmen-Tutow - Amt Landhagen - Amt Löcknitz-Penkun - Amt Lubmin | - Amt Peenetal/Loitz - Amt Torgelow-Ferdinandshof - Amt Uecker-Randow-Tal - Amt Usedom-Nord - Amt Usedom-Süd - Amt Züssow |

## Wappen der Städte und Gemeinden
Folgende Gemeinden führen kein Wappen:
(nähere Informationen finden sich in den jeweiligen Ortsartikeln unter der Rubrik Wappen, Flagge, Dienstsiegel)

Hansestadt Anklam
Gemeinde Benz
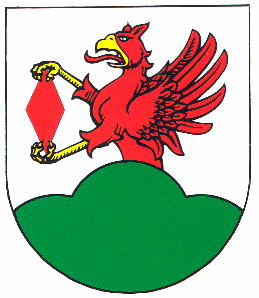
Gemeinde Ducherow
Stadt Eggesin
Gemeinde Ferdinandshof
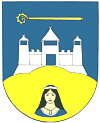
Gemeinde Garz
Kreisstadt Hansestadt Greifswald
Stadt Gützkow
Gemeinde Hanshagen
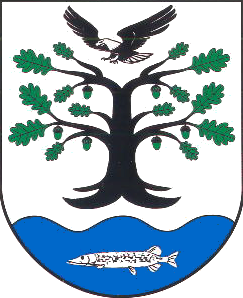
Gemeinde Heinrichswalde
Gemeinde Ostseebad Heringsdorf
Stadt Jarmen
Gemeinde Jatznick
Gemeinde Ostseebad Karlshagen
Gemeinde Kemnitz
Gemeinde Kröslin
Stadt Lassan
Gemeinde Liepgarten
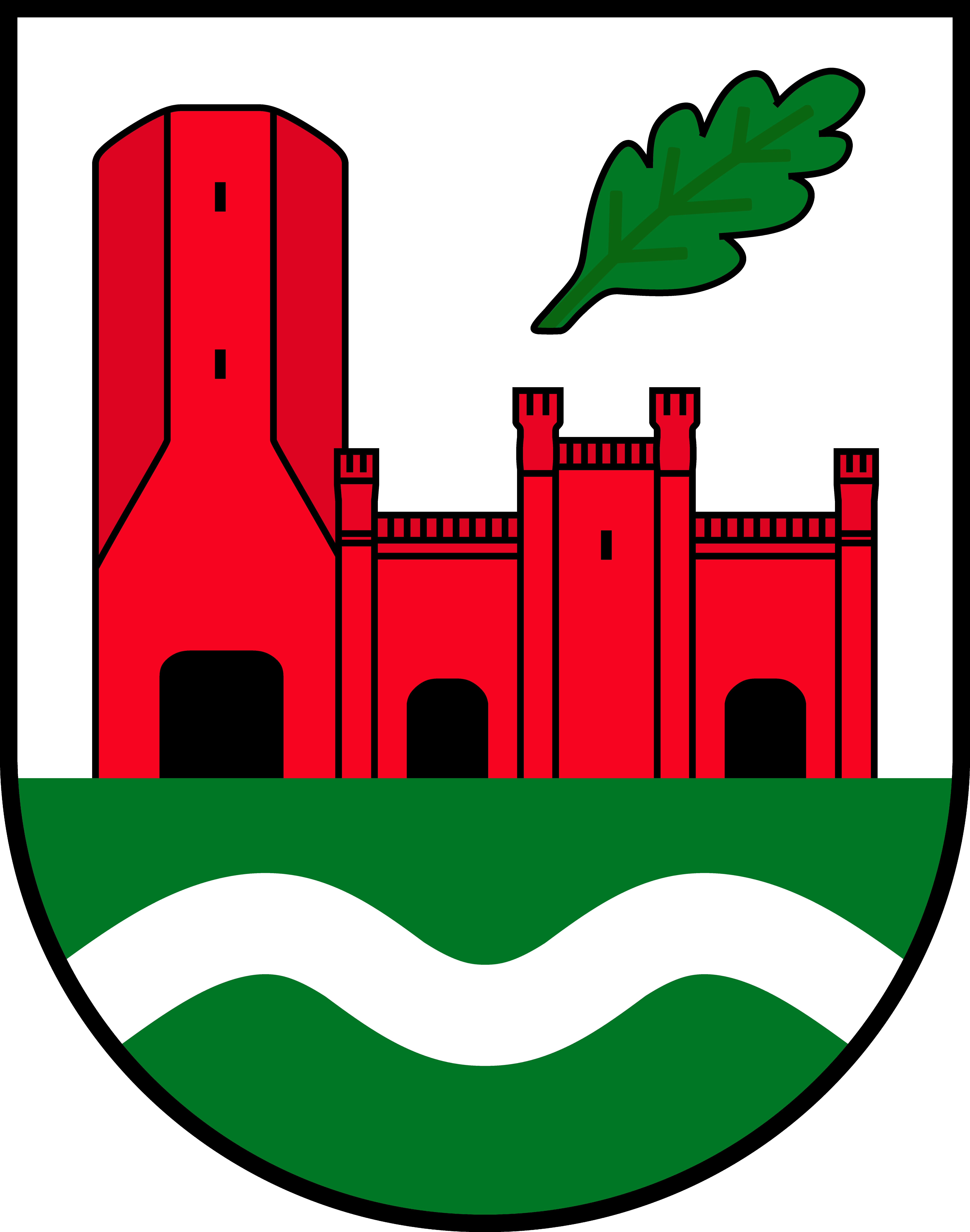
Gemeinde Löcknitz
Gemeinde Seebad Loddin
Stadt Loitz
Gemeinde Seebad Lubmin
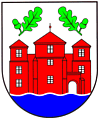
Gemeinde Mellenthin
Gemeinde Mölschow
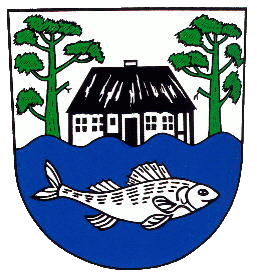
Gemeinde Mönkebude
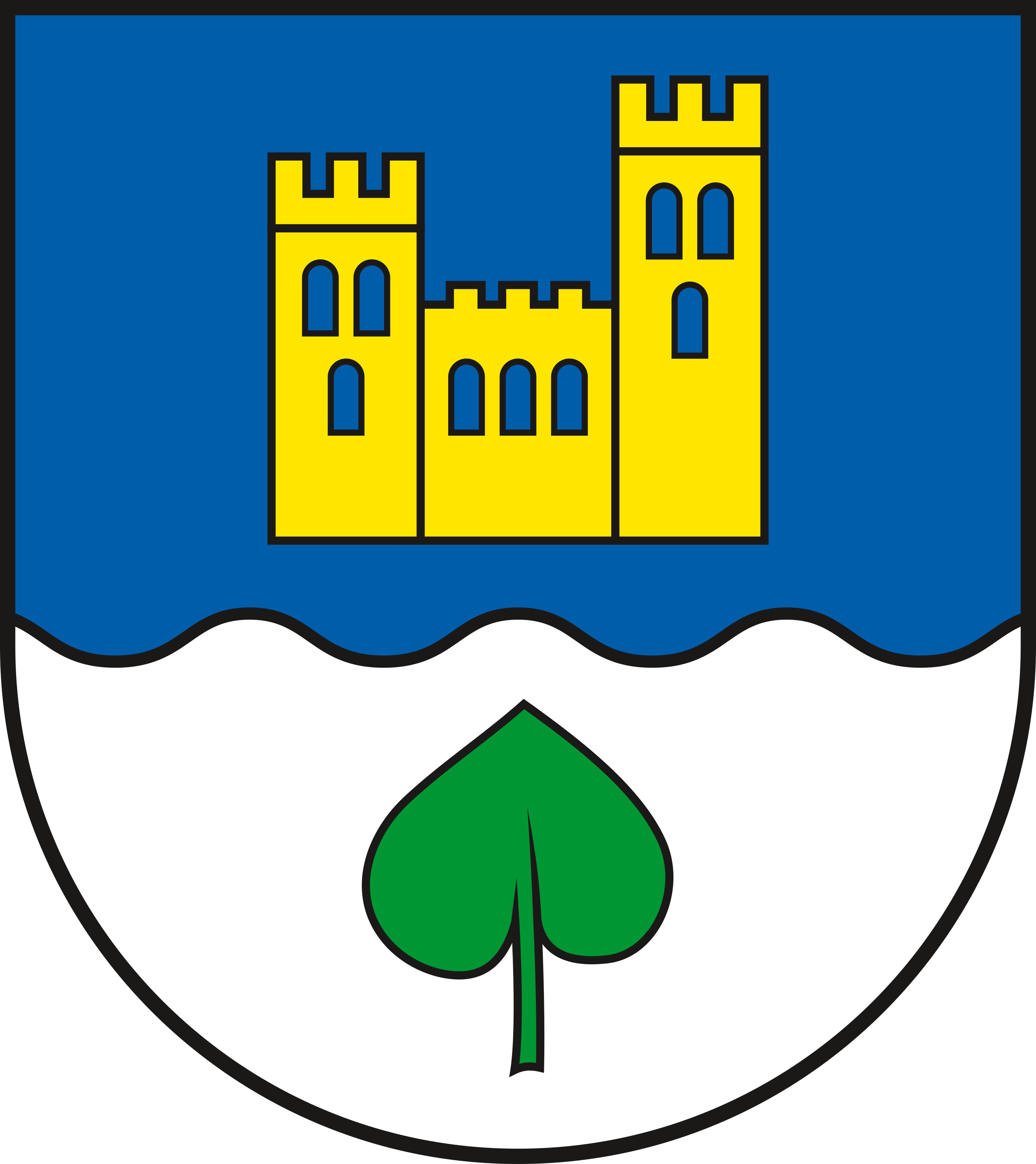
Gemeinde Neetzow-Liepen
Gemeinde Neuenkirchen b. Greifsw.
Stadt Pasewalk
Gemeinde Peenemünde
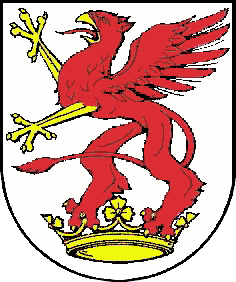
Stadt Penkun
Gemeinde Pudagla
Gemeinde Rankwitz
Gemeinde Rothemühl
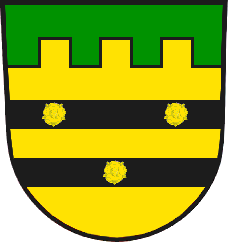
Gemeinde Rothenklempenow
Stadt Strasburg (Uckermark)
Stadt Torgelow
Gemeinde Ostseebad Trassenheide
Gemeinde Ostseebad Ückeritz
Stadt Seebad Ueckermünde
Stadt Usedom
Gemeinde Vogelsang-Warsin
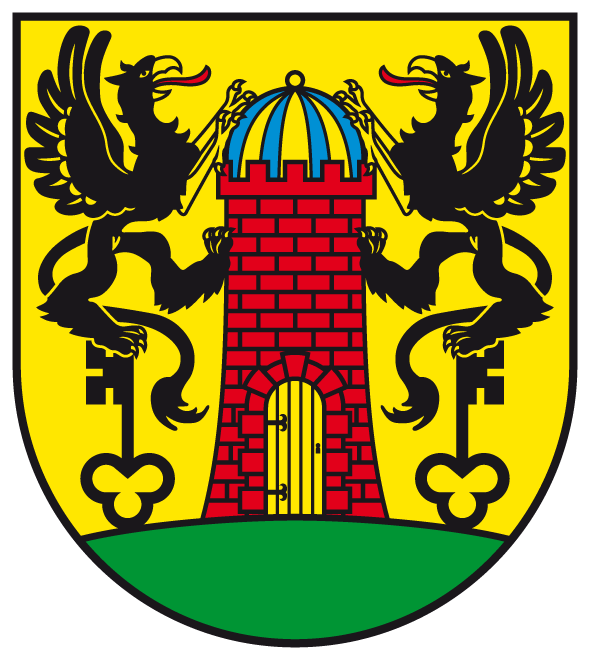
Stadt Wolgast
Gemeinde Wrangelsburg
Gemeinde Wusterhusen
Gemeinde Seebad Zempin
Gemeinde Zerrenthin
Gemeinde Ostseebad Zinnowitz

| - Ahlbeck - Alt Tellin - Altwarp - Altwigshagen - Bandelin - Bargischow - Behrenhoff - Bentzin - Bergholz - Blankensee - Blesewitz - Boldekow - Boock - Brietzig - Brünzow - Bugewitz | - Buggenhagen - Butzow - Daberkow - Dargelin - Dargen - Dersekow - Fahrenwalde - Glasow - Görmin - Grambin - Grambow - Gribow - Groß Kiesow - Groß Luckow - Groß Polzin - Hammer a. d. Uecker | - Hinrichshagen - Hintersee - Iven - Kamminke - Karlsburg - Katzow - Klein Bünzow - Koblentz - Korswandt - Koserow - Krackow - Krien - Kruckow - Krugsdorf - Krummin | - Krusenfelde - Leopoldshagen - Levenhagen - Loissin - Lübs - Luckow - Lütow - Medow - Meiersberg - Mesekenhagen - Murchin - Nadrensee - Neu Boltenhagen - Neu Kosenow - Neuenkirchen | - Nieden - Papendorf - Plöwen - Polzow - Postlow - Ramin - Rollwitz - Rossin - Rossow - Rubenow - Rubkow - Sarnow - Sassen-Trantow - Sauzin - Schmatzin | - Schönwalde - Spantekow - Stolpe an der Peene - Stolpe auf Usedom - Tutow - Viereck - Völschow - Wackerow - Weitenhagen - Wilhelmsburg - Zemitz - Zerrenthin - Ziethen - Zirchow - Züssow |

- Hansestadt
Anklam[2]
- Gemeinde
Benz[3]
- Gemeinde
Ducherow[4]
- Stadt
Eggesin[5]
- Gemeinde
Ferdinandshof[6]
- Gemeinde
Garz[7]
- Kreisstadt
Hansestadt Greifswald[8]
- Stadt
Gützkow[9]
- Gemeinde
Hanshagen[10]
- Gemeinde
Heinrichswalde[11]
- Gemeinde
Ostseebad Heringsdorf[12]
- Stadt
Jarmen[13]
- Gemeinde
Jatznick[14]
- Gemeinde
Ostseebad Karlshagen[15]
- Gemeinde
Kemnitz[16]
- Gemeinde
Kröslin[17]
- Stadt
Lassan[18]
- Gemeinde
Liepgarten[19]
- Gemeinde
Löcknitz[20]
- Gemeinde
Seebad Loddin[21]
- Stadt
Loitz[22]
- Gemeinde
Seebad Lubmin[23]
- Gemeinde
Mellenthin[24]
- Gemeinde
Mölschow[25]
- Gemeinde
Mönkebude[26]
- Gemeinde
Neetzow-Liepen[27]
- Gemeinde
Neuenkirchen b. Greifsw.[28]
- Stadt
Pasewalk[29]
- Gemeinde
Peenemünde[30]
- Stadt
Penkun[31]
- Gemeinde
Pudagla[32]
- Gemeinde
Rankwitz[33]
- Gemeinde
Rothemühl[34]
- Gemeinde
Rothenklempenow[35]
- Stadt
Strasburg (Uckermark)[36]
- Stadt
Torgelow[37]
- Gemeinde
Ostseebad Trassenheide[38]
- Gemeinde
Ostseebad Ückeritz[39]
- Stadt
Seebad Ueckermünde[40]
- Stadt
Usedom[41]
- Gemeinde
Vogelsang-Warsin[42]
- Stadt
Wolgast[43]
- Gemeinde
Wrangelsburg[44]
- Gemeinde
Wusterhusen[45]
- Gemeinde
Seebad Zempin[46]
- Gemeinde
Zerrenthin[47]
- Gemeinde
Ostseebad Zinnowitz[48]

## Wappen ehemaliger Landkreise

Landkreis Ostvorpommern
Landkreis Uecker-Randow
Landkreis Ueckermünde

- Landkreis
Ostvorpommern[49]
- Landkreis
Uecker-Randow[50]
- Landkreis
Ueckermünde[51]

## Wappen ehemaliger Städte und Gemeinden

Gemeinde Heringsdorf Ortsteil Ahlbeck[52]
Gemeinde Heringsdorf Ortsteil Bansin[53]
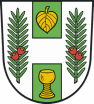
Stadt Torgelow Ortsteil Heinrichsruh
Gemeinde Heringsdorf Ortsteil Heringsdorf[55]
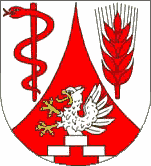
Gemeinde Karlsburg Ortsteil Karlsburg
Gemeinde Karlsburg Ortsteil Lühmannsdorf[57]
Gemeinde Benz Ortsteil Neppermin[58]

## Blasonierungen
1. ↑  Landkreis Vorpommern-Greifswald: „Von Silber und Gold durch eine schräglinke blaue Leiste geteilt; überdeckt durch einen aufgerichteten, golden bewehrten roten Greif mit aufgeworfenem Schweif.“(Details)
2. ↑  Anklam: „In Blau eine gezinnte silberne Mauer, in deren Mitte ein offener Torbau mit goldenem Dach und Knauf; auf der Mauer ein halb aufgerichteter, golden bewehrter roter Greif mit ausgeschlagener roter Zunge und aufgeworfenem Schweif mit goldener Schwanzquaste, in den Fängen einen dreizackigen goldenen Strahl haltend.“(Details)
3. ↑  Benz: „Halbgeteilt und gespalten; vorn: oben in Silber ein schräglinks gestellter schwarzer Eichenzweig mit drei grünen Blättern und zwei goldenen Eicheln; unten in Blau zwei silberne Fische übereinander, der obere linksgewendet; hinten in Rot eine goldene Getreideähre mit drei schwarzen Grannen.“(Details)
4. ↑  Ducherow: „In Silber aus einem grünen Dreiberg wachsend, ein golden bewehrter roter Greif mit ausgeschlagener roter Zunge, in den Fängen eine rote Raute haltend.“(Details)
5. ↑  Eggesin: „In Silber ein blauer Stabsparren; begleitet unten: von einer gezinnten, beiderseits gestutzten roten Mauer mit geschlossenem goldenen Tor und Zinnenturm, überhöht von einem aufgerichteten, golden bewehrten roten Greif mit untergeschlagenem Schweif.“(Details)
6. ↑  Ferdinandshof: „Halb gespalten und geteilt; oben: vorn in Silber ein blauer Kelch; hinten in Blau ein schreitendes, schwarz gemähntes und gehuftes, silbernes Pferd mit schwarzem Schweif und schwarzem Sattel; unten in Grün zwei silberne Wellenfäden.“(Details)
7. ↑  Garz: „In Blau ein erhöhter goldener Dreiberg, belegt mit einem hersehenden, silbern gekrönten und schwarz behaarten Brustbild einer Frau, am Hals ein blauer Gewandsaum, silbern gesäumt und eine silberne Halskette mit Kleinod; auf dem Dreiberg ein silberner Wall nebst einer silbernen Burg mit drei spitzbedachten Türmen mit einem betagleuchteten Geschoss, der höhere und breitere mittlere Turm zudem mit offenem Tor, zwischen den Türmen eine gezinnte Mauer; überhöht von einem querrechten goldenen Bischofsstab.“(Details)
8. ↑  Greifswald: „In Silber ein aufgerichteter, golden bewehrter roter Greif, mit der linken Hinterpranke auf einem gespaltenen, aber noch grünenden natürlichen Baumstumpf stehend.“(Details)
9. ↑  Gützkow: „In Gold zwei schräg gekreuzte rote Stäbe, bewinkelt von vier golden besamten roten Rosen mit grünen Kelchblättern.“(Details)
10. ↑  Hanshagen: „Geteilt von Gold über Blau, oben drei ausgerissene grüne Laubbäume balkenweise; unten ein sechzehnschaufeliges goldenes Mühlrad.“(Details)
11. ↑  Heinrichswalde: „In Silber über blauem Wellenschildfuß, darin ein silberner Hecht mit schwarzer Zeichnung, eine ausgerissene, grün beblätterte und befruchtete schwarze Eiche; überhöht von einem auffliegenden schwarz-silbernen Seeadler.“(Details)
12. ↑  Heringsdorf: „In Blau über drei erniedrigten silbernen Wellenleisten eine goldene Krone.“(Details)
13. ↑  Jarmen: „In Silber eine rote Burg mit geschlossenem goldenen Tor im blau bedachten, mit drei Dachfenstern versehenen Mittelbau und zwei äußeren blau bedachten, mit je einem Rundbogenfenster versehenen Kuppeltürmen, der rechte Kuppelturm besteckt mit einem goldenen Patriarchenkreuz und einer goldenen Wetterfahne darunter, der linke besteckt mit einem goldenen lateinischen Kreuz und einer goldenen Wetterfahne darunter; zwischen den Kuppeltürmen ein aufgerichteter, golden bewehrter roter Greif.“(Details)
14. ↑  Jatznick: „Gespalten; vorn in Silber ein blauer Eschenzweig; hinten in Blau ein Storch in natürlichen Farben mit erhobenem rechten Ständer.“(Details)
15. ↑  Karlshagen: „Geteilt durch einen Wellenschnitt; oben in Blau eine linksfliegende silberne Möwe mit goldenem Schnabel; unten in Silber ein blaues Fischernetz.“(Details)
16. ↑  Kemnitz: „Geteilt durch einen Wellenschnitt; oben in Blau ein fliegender silberner Kranich mit aufgerichtetem Flug; unten in Silber ein sechsspeichiges, zwölfschaufeliges blaues Mühlrad.“(Details)
17. ↑  Kröslin: „In Blau drei im Dreipass gestellte silberne Fische mit gemeinsamem Kopf, begleitet: im rechten Obereck von einem schrägen, gestürzten goldenen Anker; im linken Obereck von einer schräglinks gestellten goldenen Ähre; unten von einer goldenen Glocke.“(Details)
18. ↑  Lassan: „In Blau ein silberner Fisch, kreisförmig begleitet oben von drei und unten von vier sechsstrahligen goldenen Sternen.“(Details)
19. ↑  Liepgarten: „Über einem silbernen Schildfuß, darin eine blaue Wellenleiste, in Gold ein grüner Dreiberg, belegt mit einem fallenden goldenen Samenstand der Linde mit fünf Samenkapseln; auf dem Dreiberg eine rote Linde mit grünen Blättern.“(Details)
20. ↑  Löcknitz: „Über grünem Schildfuß, darin eine silberne Wellenleiste, in Silber eine rote Burg mit einem rechtsstehenden eckigen Turm mit offenem schwarzen Tor und einer linksstehenden Mauer mit vier Zinnentürmen, die beiden mittleren erhöht und mit zwei offenen schwarzen Toren; begleitet im linken Obereck von einem schräglinks gestellten grünen Eichenblatt.“(Details)
21. ↑  Loddin: „In Blau ein goldener Baumstumpf, darüber zwei schräg gekreuzte goldene Ähren zwischen zwei steigenden, einander zugewandten silbernen Hechten.“(Details)
22. ↑  Loitz: „In Rot fünf silberne Sterne pfahlweise zwischen zwei goldenen Keulen, am rechten Seitenrand ein gestürzter linksgewendeter und am linken Seitenrand ein gestürzter schwarzer Adlerflügel.“(Details)
23. ↑  Lubmin: „Gespalten; vorn in Blau ein silberner Wellenfaden, begleitet: oben von einer strahlenden goldenen Sonne, unten von einem links steigenden silbernen Fisch; hinten in Silber eine blaue Kiefer.“(Details)
24. ↑  Mellenthin: „In Silber über einem silbern überstiegenen blauen Wellenschildfuß ein rotes Renaissanceschloss mit einem breiteren dreigeschossigen Mittelrisaliten und zwei dreigeschossigen Seitenrisaliten nebst Spitzdächern und acht betagleuchteten Fenstern und einem offenen Rundbogentor neben dem Mittelrisaliten; über den Seitenrisaliten ein schräglinks und ein schräg gestelltes grünes Eichenblatt mit einer Eichel.“(Details)
25. ↑  Mölschow: „Gespalten; vorn in Blau ein silberner Anker, überhöht von drei rot besamten goldenen Rapsblüten balkenweise; hinten in Silber ein halbes achtspeichiges blaues Rad am Spalt.“(Details)
26. ↑  Mönkebude: „Geteilt durch einen Wellenschnitt von Silber über Blau; oben auf der Teilung zwischen zwei grünen Kiefern, deren jeweils unterster, zum Haus weisender Ast gestümmelt ist, ein silbernes Haus mit fünf schwarzen Fenstern, einer schwarzen Türöffnung, schwarzem Fachwerk und schwarzem Reetdach; unten ein links gewendeter silberner Fisch.“(Details)
27. ↑  Neetzow-Liepen: „Geteilt durch einen Wellenschnitt; oben in Blau ein goldenes gezinntes Schloss mit zwei gezinnten Türmen, dabei der Linke höher als der Rechte, mit offenen Fenstern; unten in Silber ein grünes Lindenblatt.“(Details)
28. ↑  Neuenkirchen: „Geteilt von Blau und Silber; oben drei sitzende goldene Eichhörnchen balkenweise, je eine goldene Nuss in den Pfoten haltend; unten ein durchgehendes schwarzes Kreuz, in der Mitte belegt mit einer goldenen Pflugschar.“(Details)
29. ↑  Pasewalk: „In Blau drei (2:1) abgerissene golden bewehrte, rote Greifenköpfe mit ausgeschlagener roter Zunge.“(Details)
30. ↑  Peenemünde: „Geteilt durch einen spickelförmig nach oben gebrochenen goldenen Faden; oben in Rot drei (1:2) goldene Kronen; unten in Blau ein goldener Fisch.“(Details)
31. ↑  Penkun: „In Silber auf einer goldenen Krone ein aufgerichteter golden bewehrter roter Greif mit ausgeschlagener roter Zunge und untergeschlagenem Schweif.“(Details)
32. ↑  Pudagla: „In Silber ein durchgehender grüner Hügel mit abflachenden Seiten, darauf rechts ein grüner Laubbaum, links ein grüner Nadelbaum; darunter eine beiderseits gestutzte rote Ziegelmauer mit offenem schwarzen Tor, dessen bogenförmiger Giebel die Mauer etwas überragt; in der Toröffnung drei natürliche goldene Rosen pfahlweise.“(Details)
33. ↑  Rankwitz: „Unter blauem Schildhaupt, darin ein silberner Fisch; in Silber über einem grünen Winkelschildfuß, darin ein silbernes Lindenblatt, ein brauner Karrenpflug mit schwarzem Zughaken, schwarzer Nabe und schwarzem Zech.“(Details)
34. ↑  Rothemühl: „In Silber über grünem Schildfuß, darin zwei gekreuzte goldene Äxte mit silbernen Stielen, eine rote Holländerwindmühle, begleitet beiderseits von einem dreiblättrigen grünen Eichenzweig mit einer roten Eichel.“(Details)
35. ↑  Rothenklempenow: „Unter dreifach gezinntem grünen Schildhaupt in Gold zwei schwarze Balken, der obere belegt mit zwei goldenen Rosen, der untere mit einer goldenen Rose.“(Details)
36. ↑  Strasburg: „In Blau über gewelltem Wasser eine goldene Burg mit ungezinnter Mauer und drei vierfach gezinnten Türmen, der mittlere größer als die beiden äußeren, alle Türme mit rotem Spitzdach, goldenem Knauf und schwarzem Fenster; die Torstelle belegt mit einem silbernen Schild, darin ein golden bewehrter roter Adler.“(Details)
37. ↑  Torgelow: „Gespalten, vorn in Silber schräggekreuzt ein schwarzer Schlägel und schwarzer Hammer, hinten in Blau ein roter Greifenkopf mit geöffnetem goldenen Schnabel und ausgeschlagener roter Zunge.“(Details)
38. ↑  Trassenheide: „In Silber ein blauer Schildhauptpfahl, oben belegt mit einem silbernen Lachs, begleitet beiderseits von einem grünen Heidekrautstängel mit neun grünen Blättern und neun roten Blüten.“(Details)
39. ↑  Ückeritz: „Geteilt durch eine silberne Wellenleiste; oben in Blau ein schwimmendes goldenes Segelboot mit silbernem Mast, silbernen Segeln und goldenem Ruder; unten in Grün eine linksgewendete stehende, widersehende goldene Ricke, ein stehendes goldenes Kitz säugend.“(Details)
40. ↑  Ueckermünde: „In Silber ein aufgerichteter golden bewehrter roter Greif. Auf dem Schild ein vorwärts gekehrter, rot-silbern bewulsteter blauer Helm mit goldenen Spangen, goldenen Beschlägen, goldenem Halskleinod, silbern-roten Decken und zwei goldenen Großbuchstaben „V“ nebeneinander.“(Details)
41. ↑  Usedom: „In Silber ein seitlich gekehrter blauer Spangenhelm mit goldener Helmkrone und natürlichem Pfauenstoß. Auf dem Schild ein vorwärts gekehrter, golden gekrönter blauer Spangenhelm mit blau-silbernen Decken und einem von zwei blau-silbernen Fähnchen eingeschlossenen natürlichen Pfauenstoß.“(Details)
42. ↑  Vogelsang-Warsin: „In Grün auf einem mit zwei silbernen Wellenleisten belegten blauen Wellenschildfuß eine silberne Feldsteinmauer, in deren Mitte ein zweigeschossiger silberner Turm mit offenem Tor, an den Seiten mit Zierbändern, mit geschweifter schwarzer Haube und von einer schwarzen Spitzhaube nebst silbernem Knauf bekrönten silbernen Laterne; begleitet: rechts von einem silbernen Eichenblatt, links von einer silbernen Getreideähre mit schwarzen Grannen.“(Details)
43. ↑  Wolgast: „In Gold auf grünem Boden ein roter Zinnenturm mit abwechselnd von Blau und Gold senkrecht gestreiftem Kuppeldach und geschlossenem goldenen Tor zwischen zwei einander zugewendeten, rot gezungten, golden bewehrten schwarzen Greifen, die auf den Bärten zweier abgewendeter schwarzer Schlüssel stehen und mit einer Hinterpranke den Turm und mit den Fängen die Kuppel ergreifen.“(Details)
44. ↑  Wrangelsburg: „In Blau eine schwebende, aus drei Quadersteinlagen gebildete goldene Mauer mit drei aus je zwei Quadersteinlagen gebildeten Zinnen.“(Details)
45. ↑  Wusterhusen: „In Grün eine aus dem Unterrand emporkommende, achteckige silberne Kirchturmspitze mit einem goldenen Wetterhahn auf einem kugelförmigen Knauf; begleitet: rechts von einem goldenen Bütnerschlägel, links von einer goldenen Ähre.“(Details)
46. ↑  Zempin: „Geteilt durch einen Wellenschnitt; oben in Blau zwei gegengewendete goldene Sprotten übereinander; unten in Silber ein blauer Zwillingsbalken.“(Details)
47. ↑  Zerrenthin „Geteilt, oben in Silber ein spitzbedachter Kirchturm mit offenem Tor, auf der Turmspitze ein goldener Knauf mit schwarzem Hochkreuz, unten in Blau ein goldener erhöhter Dreiberg, belegt mit einem achtspeichigen schwarzen Wagenrad, überhöht von zwei zugewendeten goldenen Ähren.“(Details)
48. ↑  Zinnowitz: „Gespalten; vorn in Blau ein links gewendetes goldenes Seepferdchen; hinten in Silber ein grüner Eibenzweig mit roten Früchten.“(Details)
49. ↑  Landkreis Ostvorpommern: „In Gold ein aufgerichteter, rot gezungter schwarzer Greif mit aufgeworfenem Schweif.“(Details)
50. ↑  Landkreis Uecker-Randow: „In Silber ein aus einem blauen Wellenschildfuß, belegt mit zwei silbernen Wellenfäden, hervorkommender, sich nach oben verjüngender, gezinnter roter Backsteinrundturm mit abgeflachtem Spitzdach und zwei schwarzen Rundbogenfenstern nebeneinander; begleitet: rechts von einem golden bewehrten roten Greif, links von einem golden bewehrten roten Adler.“(Details)
51. ↑  Landkreis Ueckermünde: „Halb geteilt und gespalten; vorn: oben in Blau auf einem nicht durchgehenden silbernen Wellenfaden ein herfahrendes silbernes Segelboot, begleitet beiderseits der Mastspitze von einer herfliegenden silbernen Möwe, unten von einem rot bewehrten silbernen Fisch; unten in Silber schräg gekreuzt ein schwarzer Schlägel und ein schwarzes Eisen; hinten in Silber ein aufgerichteter, golden bewehrter roter Greif mit untergeschlagenem Schweif.“(Details)
52. ↑  Ahlbeck: „Schräg geteilt; oben in Silber ein golden bewehrter roter Greif, dessen linker Fang und rechte Pranke durch das untere Feld verdeckt werden; unten in Blau ein sich aufwärts schlängelnder, linksgewendeter silberner Aal.“(Details)
53. ↑  Bansin: „In Blau in silbernen Wellen ein grüner Berg, auf dem ein flugbereiter goldener Falke steht.“(Details)
54. ↑  Heinrichsruh: „In Silber ein grüne Ortstelle, darin ein gestürztes goldenes Lindenblatt; eine grüne Schildfußstelle, darin ein goldenes Weinglas, auf den Flanken je ein aufrechter grüner Eibenzweig mit zwei roten Früchten.“(Details)
55. ↑  Heringsdorf: „In Blau drei silberne Heringe pfahlweise.“(Details)
56. ↑  Karlsburg: „In Silber eine eingebogene rote Spitze, belegt mit einem offenen silbernen Stufengiebel aus fünf Steinen, aus dem ein golden gezungter und bewehrter silberner Greif wächst; vorn ein roter Äskulapstab; hinten eine rote Ähre.“(Details)
57. ↑  Lühmannsdorf: „In Blau ein silberner Balken, darin ein rotes Weberschiffchen mit blauer Fadenspule; oben schräggekreuzt ein goldener Hammer und eine goldene Axt, unten eine ausgerissene goldene Eiche.“(Details)
58. ↑  Neppermin: „Schräglinks geteilt von Blau und Silber; auf der Teilung eine nach rechts unten stürzende Möwe mit ausgebreiteten Flügel in verwechselten Farben; oben ein links springender goldener Fisch, unten ein grünes Eichenblatt.“(Details)